# Pere de Pacs
Pere de Pacs (Mallorca, s. XV - Ciutat de Mallorca, 1521), militar. Participà en l'expedició mallorquina de suport a Bugia (Algèria), amb la finalitat d'eliminar les accions de Barba-rossa. El març de 1521, un cop que els agermanats hagueren suspès el lloctinent Miguel de Gurrea y Cerdans de les seves funcions, va ser elegit regent de la governació. A partir d'aquell moment es va veure forçat a acompanyar l'actuació de la Germania, signant les mesures adreçades a la quitació dels censals. El maig de 1521 va ser substituït per Joanot Onís de Santjoan. Refugiat al castell de Bellver, no va poder resistir l'assalt dels agermanats i va morir en aquell combat. El seu fill Pere de Pacs va ser capità en la defensa d'Alcúdia (1521) de les escomeses agermanades.